# Bushiella acuticostalis
Bushiella acuticostalis är en ringmaskart som beskrevs av Rzhavsky 1991. Bushiella acuticostalis ingår i släktet Bushiella och familjen Serpulidae. Inga underarter finns listade i Catalogue of Life.